# Derhynchia vansoni
Derhynchia vansoni is een insect uit de familie van de Nemopteridae, die tot de orde netvleugeligen (Neuroptera) behoort. 
Derhynchia vansoni is voor het eerst wetenschappelijk beschreven door Tjeder in 1967.